# داستان تاریخی خلاف واقع

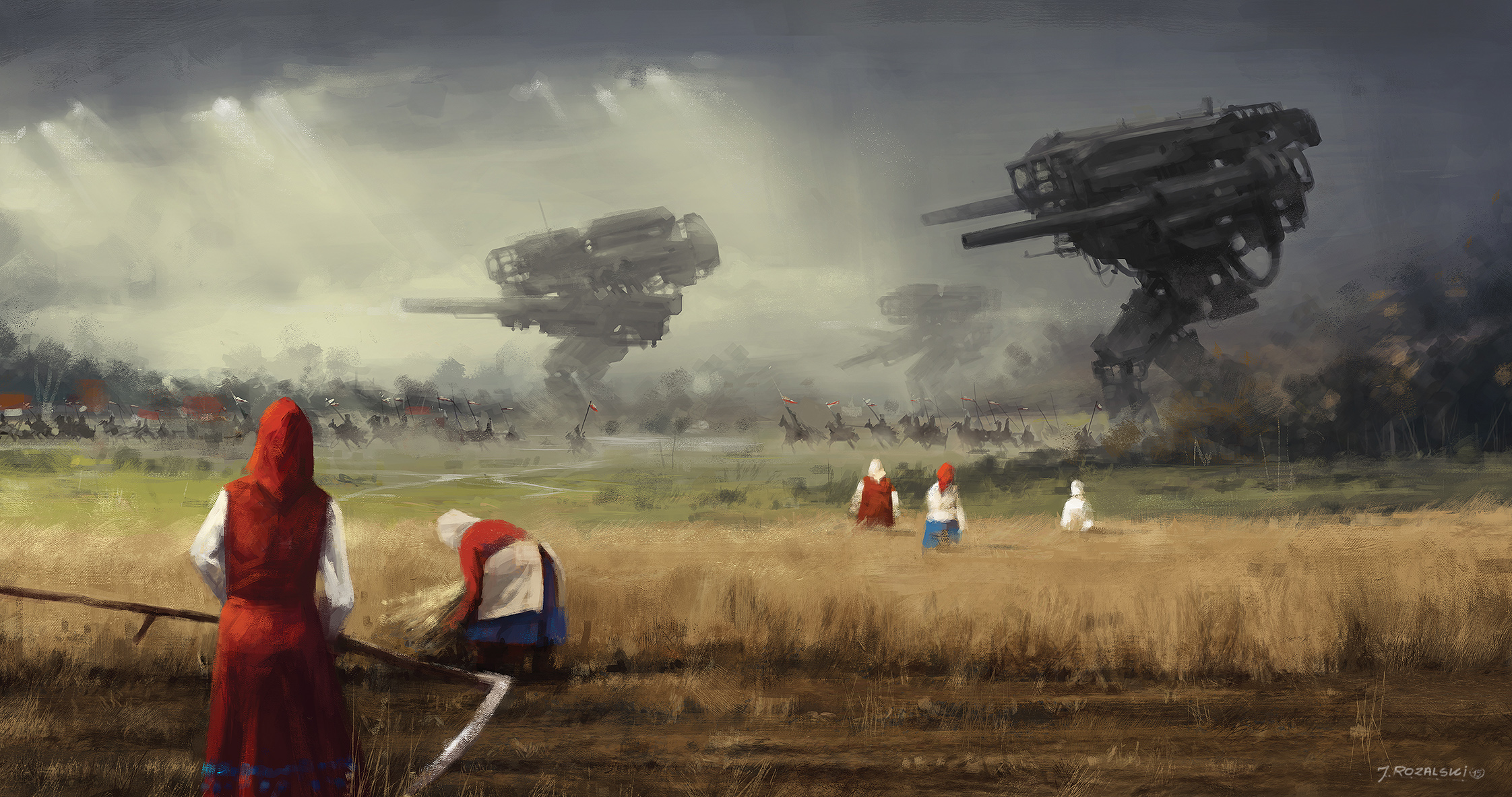
قبل از طوفان یکی از مشخص ترین نقاشی ها به سبک و زیبایی شناسی دنیای 1920+. همچنین جلد بازی تخته ای Scythe.

داستان تاریخی خلاف واقع (به انگلیسی: Counterfactual history) یک ژانر ادبی است که از گونه‌های مختلف تاریخ جایگزین، ادبیات گمانه‌زن، و تاریخ فرضی شکل‌می‌گیرد. تاریخی خلاف واقع شکلی از تاریخ‌نگاری است که تلاش می‌کند به سؤال «چه می‌شد اگر» و سؤال‌هایی که از شرایط خلاف واقع ناشی می‌شوند، پاسخ دهد. تاریخ خلاف واقع به‌عنوان روشی برای تحقیق فکری، تاریخ و حوادث تاریخی را با برون‌یابی یک جدول زمانی که در آن رویدادهای تاریخی رخ نداده‌اند یا نتیجه‌ای متفاوت از نتیجه واقعی تاریخی داشته‌اند، کاوش کند. تاریخ خلاف واقع با «حدس زدن در مورد آنچه اتفاق نیفتاده‌است، یا آنچه ممکن است رخ داده باشد، به‌منظور درک آنچه اتفاق افتاده‌است» را می‌کاود.
یکی از اولین کتاب‌های تاریخی خلاف واقع «اگر غیر از این اتفاق می‌افتاد» (۱۹۳۱) اثر جی.سی. اسکوایر است، که برگرفته از «اگر لی در نبرد گتیسبورگ پیروز نمی‌شد» نوشته وینستون چرچیل دربارهٔ پیروزی خیالی کنفدراسیون در نبرد گتیسبورگ (۱۸۶۳) است.